# Monument d'État de Lava Tree
Le monument d'État de Lava Tree, en anglais Lava Tree State Monument, est un monument d'État américain situé à Hawaï, sur les flancs du Kīlauea. Il vise à préserver les nombreux arbres de lave regroupés en cet endroit au milieu d'une forêt tropicale.

## Géographie

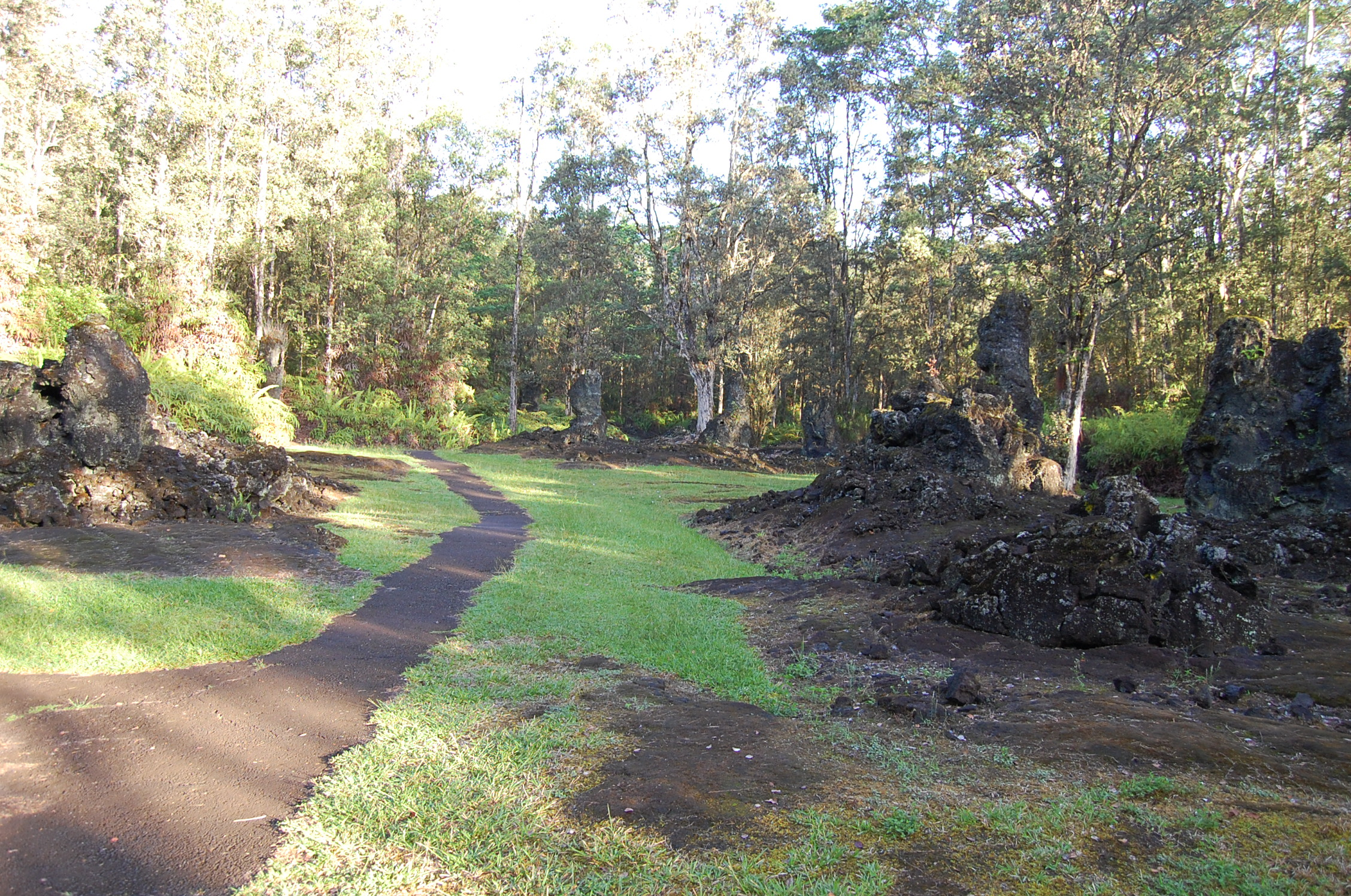
Le Lava Trees Loop Trail au milieu d'arbres de lave.

Le monument d'État de Lava Tree est situé dans le sud-est de l'archipel, de l'île et de l'État d'Hawaï. Il se trouve sur le Kīlauea, à l'est de son sommet, en bordure du rift Est, non loin de l'extrémité orientale de l'île marquée par le cap Kumukahi. Il est immédiatement entouré par la réserve forestière de Nanawale à l'ouest, la route 132 au sud, le petit cône volcanique de Puʻu Honuaʻula à l'est et les localités de Nanawale Estates au nord-nord-ouest et de Leilani Estates au sud-sud-ouest. Administrativement, il se trouve dans le district de Puna du comté d'Hawaï.
D'une superficie de sept hectares, il regroupe un ensemble d'arbres de lave et de moulages d'arbres formés par le passage d'une coulée dans cette région boisée. Il est parcouru par le Lava Trees Loop Trail, un petit sentier de randonnée de 1,1 kilomètre de longueur cheminant au milieu d'une forêt tropicale.

## Tourisme
Le monument d'État de Lava Tree est accessible par la route 132 via Pahoa. Son entrée est gratuite. Débutant du parking, le Lava Trees Loop Trail ne pose aucune difficulté et son dénivelé est négligeable, si bien qu'il convient aux familles. Environ 44 400 personnes ont ainsi visité ce site en 2007.

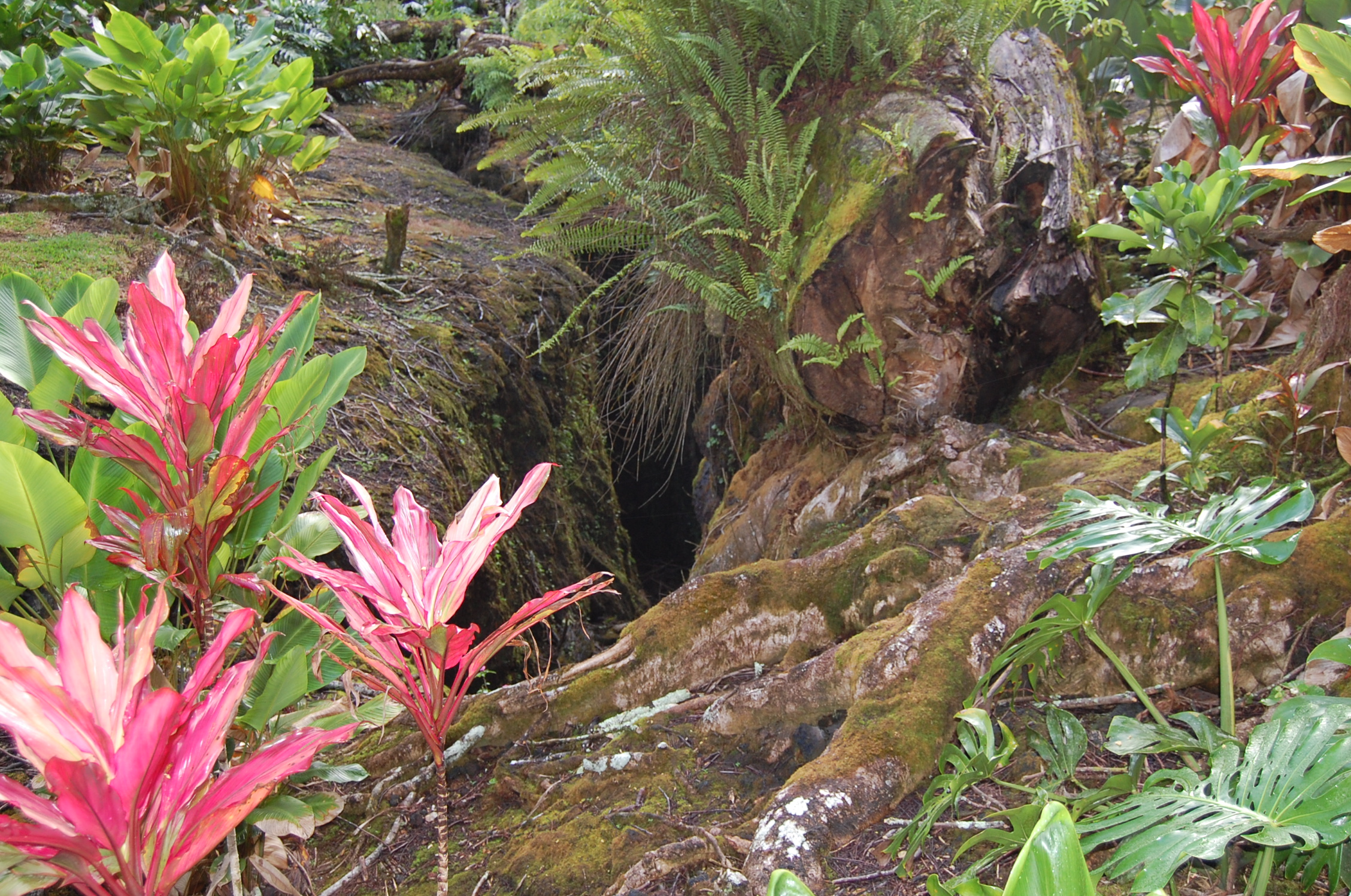
Végétation du monument d'État.